# Down to Earth (레인보우의 음반)
| 전문가 평가      | 전문가 평가 |
| 평가 점수        | 평가 점수   |
| 출처             | 점수        |
| ---------------- | ----------- |
| AllMusic         | [ 1 ]       |
| PopMatters       | [ 2 ]       |
| Record Collector | [ 3 ]       |

《Down to Earth》는 영국의 하드 록 밴드 레인보우의 네 번째 스튜디오 음반이다. 이번 음반은 드러머 코지 파월과 보컬리스트 그레이엄 보넷과의 유일한 음반이 수록된 그들의 마지막 음반이다. 1979년에 발매된 이 곡은 레인보우의 첫 히트곡 〈Since You Been Gone〉이 수록되어 있어, 밴드의 음향을 보다 상업적으로 알 수 있다.

## 발매
영국에서는 한정판 클리어 바이닐 LP가 발매되었다.
음반 세션의 아웃테이크인 〈Bad Girl〉은 〈Since You Been Gone〉 싱글의 B-사이드로 사용되었다. 마찬가지로, 1980년 1월 덴마크 코펜하겐에서 녹음된 〈Weiss Heim〉은 〈All Night Long〉의 B-사이드였다.
1999년 5월에 리마스터링된 CD 재발매가 발매되었으며 포장은 오리지널 바이닐을 복제하였다.
2011년, 이전에 공개되지 않은 곡들과 기본 트랙의 기악 버전이 포함된 보너스 디스크가 수록된 이 음반의 디럭스 에디션이 발매되었다.

## 곡 목록
모든 곡들은 특별한 언급이 없는 한 리치 블랙모어와 로저 글로버에 의해 작사/작곡하였다.
| #  | 제목                  | 재생 시간 |
| -- | --------------------- | --------- |
| 1. | 〈All Night Long〉    | 3:53      |
| 2. | 〈Eyes of the World〉 | 6:42      |
| 3. | 〈No Time to Lose〉   | 3:45      |
| 4. | 〈Makin' Love〉       | 4:38      |

| #  | 제목                    | 작사·작곡                   | 재생 시간 |
| -- | ----------------------- | --------------------------- | --------- |
| 5. | 〈Since You Been Gone〉 | 러스 발라드                 | 3:25      |
| 6. | 〈Love's No Friend〉    |                             | 4:55      |
| 7. | 〈Danger Zone〉         |                             | 4:31      |
| 8. | 〈Lost in Hollywood〉   | 블랙모어, 글로버, 코지 파월 | 4:51      |

## 인증
| 국가                       | 인증 | 판매량/출하량 |
| -------------------------- | ---- | ------------- |
| 영국 (BPI)                 | 골드 | 100,000^      |
| ^출하량을 기반으로 한 인증 |      |               |